# Невершин
Невершин (пол. Niewierszyn) — село в Польщі, у гміні Александрув Пйотрковського повіту Лодзинського воєводства.
Населення — 233 особи (2011).
У 1975-1998 роках село належало до Пйотрковського воєводства.

## Демографія
Демографічна структура станом на 31 березня 2011 року:
|          | Загалом | Допрацездатний вік | Працездатний вік | Постпрацездатний вік |
| -------- | ------- | ------------------ | ---------------- | -------------------- |
| Чоловіки | 114     | 22                 | 80               | 12                   |
| Жінки    | 119     | 22                 | 69               | 28                   |
| Разом    | 233     | 44                 | 149              | 40                   |